# Pristimantis yanezi
Pristimantis yanezi é uma espécie de anuro da família Craugastoridae. É nativo do Parque Nacional Llanganates, no Equador.